# ساتوشی کاجینو
ساتوشی کاجینو (انگلیسی: Satoshi Kajino؛ زادهٔ ۹ نوامبر ۱۹۶۵) بازیکن فوتبال اهل ژاپن است.
از باشگاه‌هایی که در آن بازی کرده‌است می‌توان به باشگاه فوتبال سرزو اوساکا و باشگاه فوتبال کونسادول ساپورو اشاره کرد.